# Militärinvalidenversorgungsstand

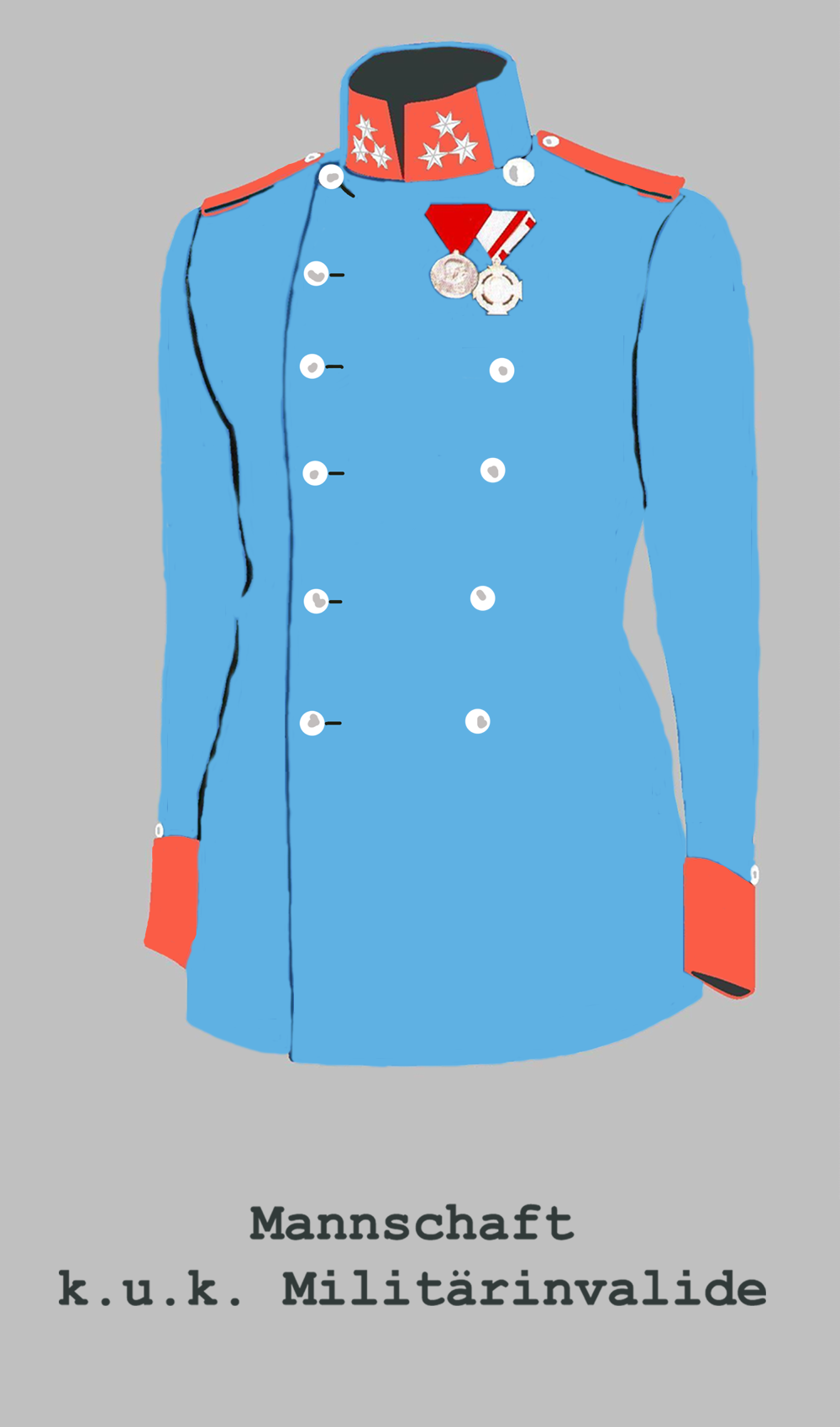
Waffenrock Mannschaften

Zur Versorgung invalider Offiziere, Unteroffiziere und Mannschaften gab es in der österreichisch-ungarischen Armee in Wien, Prag, Tyrnau und Lemberg Invalidenhäuser, die zur selbstständigen Branche des Militärinvalidenversorgungsstandes gehörten. Aufgenommen wurden nur vorherige Berufssoldaten vom Dienstrang eines Hauptmanns bzw. Rittmeisters abwärts, wenn sie die Altersgrenze für den Militärdienst erreicht hatten. Je nach Insassenzahl waren die Invalidenhäuser in Kompanien zu höchstens 150 Mann gegliedert. Der diensttuende Stab bestand aus einem Hauptmann oder Rittmeister als Kompaniekommandanten und zwei Subalternoffizieren sowie einem Stamm von Unteroffizieren. Alle gehörten dem Invalidenstatus an. Die (pro forma) Kommandanten der Invalidenhäuser setzten sich aus Generalen und Stabsoffizieren des Ruhestandes zusammen. Der Begriff Invalidenhäuser ist nicht wörtlich zu nehmen, da es sich in der Regel de facto um Kasernen handelte.

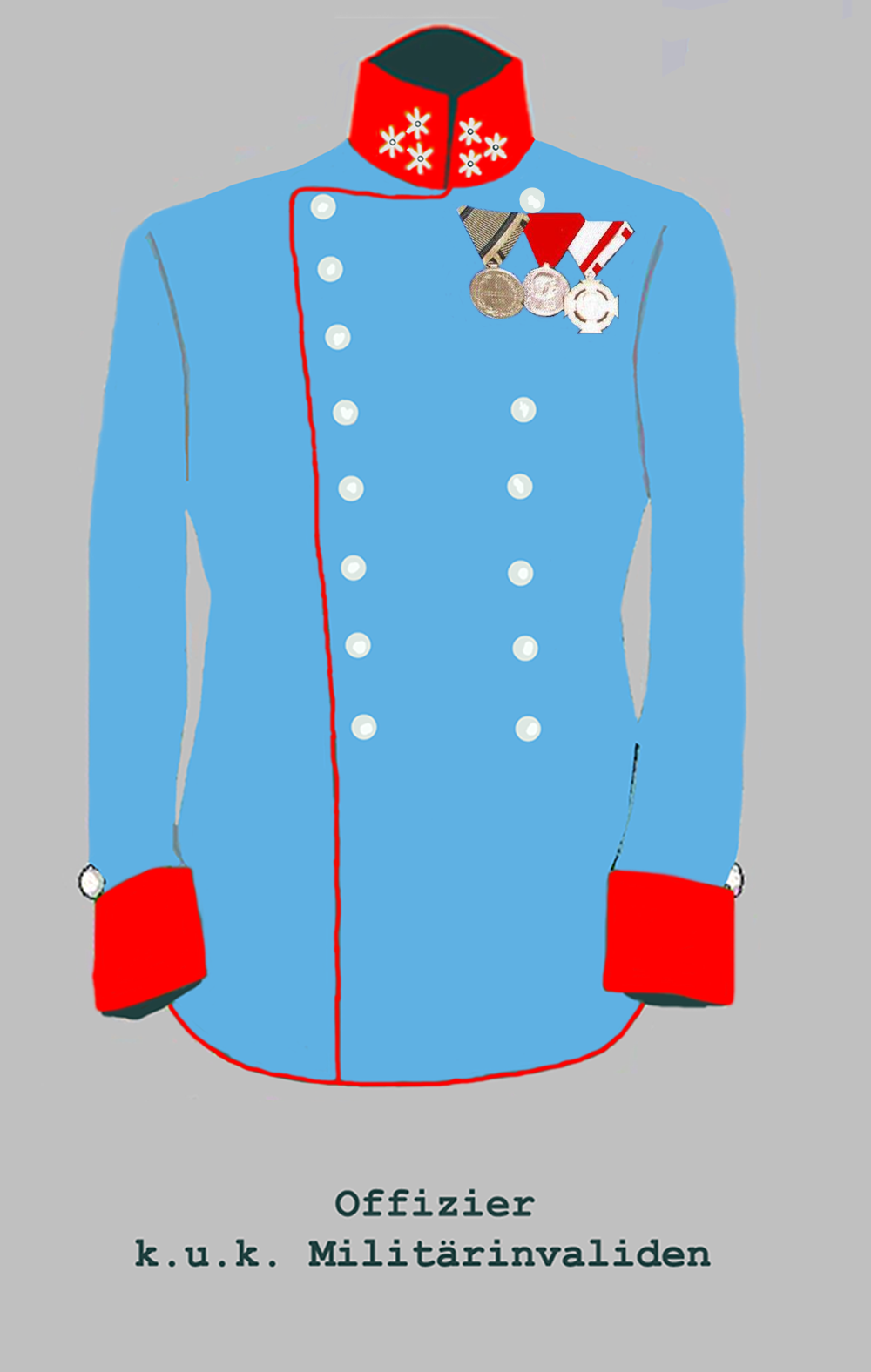
Waffenrock Offiziere

- → siehe auch: Invalidenhaus (Wien)

## Adjustierung
Gemäß den Adjustierungsvorschriften trugen Mannschaften und Unteroffiziere hechtgraue Kappen in der Art der Offiziersfeldkappen. Am unteren Rand befand sich ein 3 cm breiter krapproter Streifen. Die als Röschen bezeichnete Kokarde und die Distinktionsborten waren aus kaisergelber Wolle. Die Waffenröcke bestanden aus hechtgrauem Tuch mit Stehkragen, letzterer war jedoch statt gänzlich in Egalisierungsfarbe nur mit krapproten Parolis ausgestattet. Ärmelaufschläge und Achselspangen hatten krapproten  Tuchbesatz. Am Waffenrock waren zwei Reihen von je sechs weißen, glatten Knöpfen befestigt. Die Feldblusen hatten am Kragen krapprote Parolis.
Die Offiziere trugen Hüte mit Hahnenfederbusch wie die Militärärzte und Feldkappen wie Infanterieoffiziere. Der Kragen am Waffenrock war durchgehend in scharlachroter Egalisierungsfarbe gefertigt, an den Feldblusen der Offiziere befanden sich am Kragen scharlachrote Parolis.
Als Beinkleidung wurden allgemein lichtblaue Pantalons verwendet. Die Mäntel waren blaugrau mit für Offiziere scharlachroten und für Mannschaften und Unteroffiziere krapproten Parolis.
Die Seitenwaffe der Mannschaften war der Infanteriesäbel, der an einem Überschwungriemen über die rechte Schulter gehängt wurde. Offiziere führten den Infanterieoffizierssäbel.